# Eudoxochiton (Eudoxochiton) nobilis
Eudoxochiton (Eudoxochiton) nobilis is een keverslakkensoort uit de familie van de Callochitonidae. De wetenschappelijke naam van de soort is voor het eerst geldig gepubliceerd in 1843 door Gray.